# セイヨウノコギリソウ

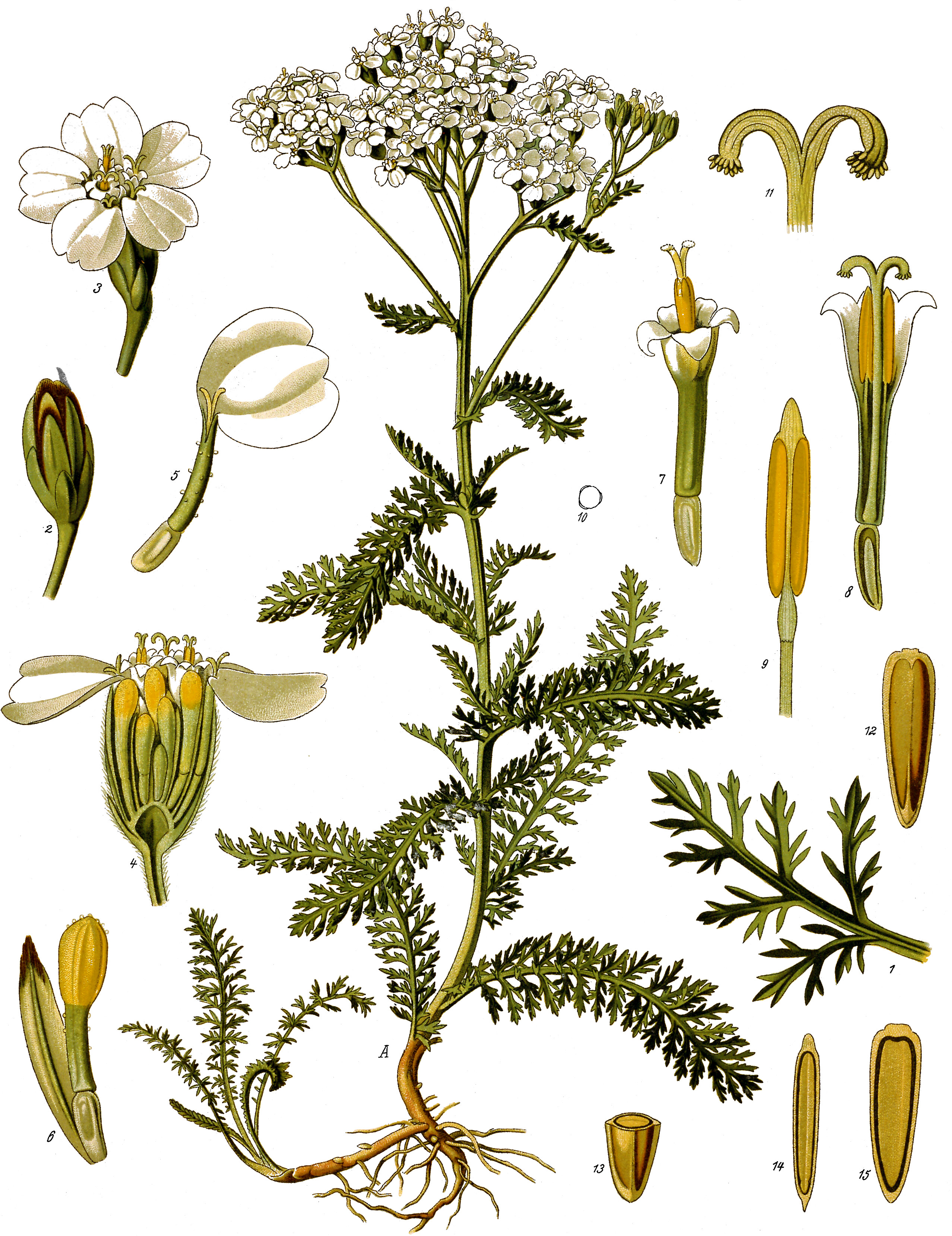
セイヨウノコギリソウの図説

セイヨウノコギリソウ（西洋鋸草、学名：Achillea millefolium）は、ヨーロッパ原産のキク科ノコギリソウ属に分類される多年草の1種。英名はヤロウ (yarrow) 。牧草学ではヤローとよび、ヒツジに好まれるとされる。

## 分布・生育地
ヨーロッパ原産。空地、道端、野原などに自生しているのが見かけられる。日本へは1900年（明治20年）に、小石川植物園にて栽培された。戦前は北海道以外で栽培品が見られたが、その後は幹線道路に沿って野生のものが多く見られるようになり、深山にまで入り込んでいる。日本で野生化したものは、栽培品とは別に帰化したものと見られている。

## 特徴
多年草。根茎を持つ。草丈は20センチメートル (cm) から100 cm程度草丈は20cmから70cm程度になる。草は直立し木質のように硬い。茎には縮れた軟毛がある。
葉は羽状複葉で、2 - 3回羽状に細かく裂け、ノコギリのように見える。そのためミルフォイル (millfoil)、サウザンド・ウィード（Thousand weed「たくさんのギザギザのある葉を持つ草」）の名前でも呼ばれることがある。根生葉は柄があり、茎上の葉は無柄である。葉はやわらかく、両面に軟毛がある。
花期は7 - 9月ごろで、灰色がかった白色、または薄ピンクの小さな花が固まって咲く。頭花は傘状に集まってつき、それぞれ5個前後の舌状花と、多数の筒状花からなる。舌状花は雌性で、長さ2ミリメートル (mm) 、冠毛はない。総苞は半球形で、総苞片の縁は膜状で、背面に軟毛がある。花床には鱗片があり、果実期には花床が伸びて円錐状になる。
株分けで容易に栽培でき、土質も選ばず根が広がるため、庭に生えると増えすぎて困るほどである。ヤローという英名は、アングロ・サクソン名"gearwe"、オランダ語"yerw"の訛りである。アメリカ、ニュージーランド、オーストラリアに帰化している。繁殖力が強く、本州と北海道の一部で野生化している。その生命力の強さは、堆肥用の生ゴミに一枚の葉を入れるだけで急速にゴミを分解していく。また、根から出る分泌液は、そばに生えている植物の病気を治し害虫から守る力があり、コンパニオンプランツのひとつといわれている。
紅色や深紅色の園芸品種があり、「アカバナセイヨウノコギリソウ」の名で流通している。また、同じ仲間で草丈１メートルに育ち、黄色の花をつけるイエローヤロウ（キバナノコギリソウ）、草丈20センチで黄色の花をつけるウーリーヤロウ（ヒメノコギリソウ）がある。
日本在来のノコギリソウ（Achillea alpina subsp. alpina var. longiligulata）は葉が厚くて硬く、幅狭く、葉の切れ方が浅く、花床は果実期のもあまり伸びない点で、セイヨウノコギリソウとは相違する。

## 歴史
先史時代から薬草として知られていた。ネアンデルタール人の墓地のあるシャニダール洞窟からセイヨウノコギリソウの花粉が大量に発見されている。
「兵士の傷薬」という古い呼び名がある。属名であるアキレア（Achillea)は、古代ギリシャの英雄アキレスに由来し、アキレスがミュシア王テレフォスの傷を治すのに利用したという。
薬草学の父と呼ばれるペダニウス・ディオスコリデスも薬効を説いている。
イギリスではサクソン人が、5世紀頃から薬草として栽培していた。家で育てたものを乾燥させ、家族のために火傷や切り傷に効く軟膏を作っていた。古くはアイルランドのドルイドが、この草の茎を使って天候を占っていた。また、中世では、悪魔を遠ざける強い魔力があると信じられ、結婚式の花束に盛り込まれた。イギリスでは恋占いにも使われ、アメリカに渡った開拓者たちもこれを栽培し、外傷薬として用いた。19世紀には、乾燥させた葉をタバコの代用として用いていた。日本には1887年(明治20年)に渡来した。

## 利用

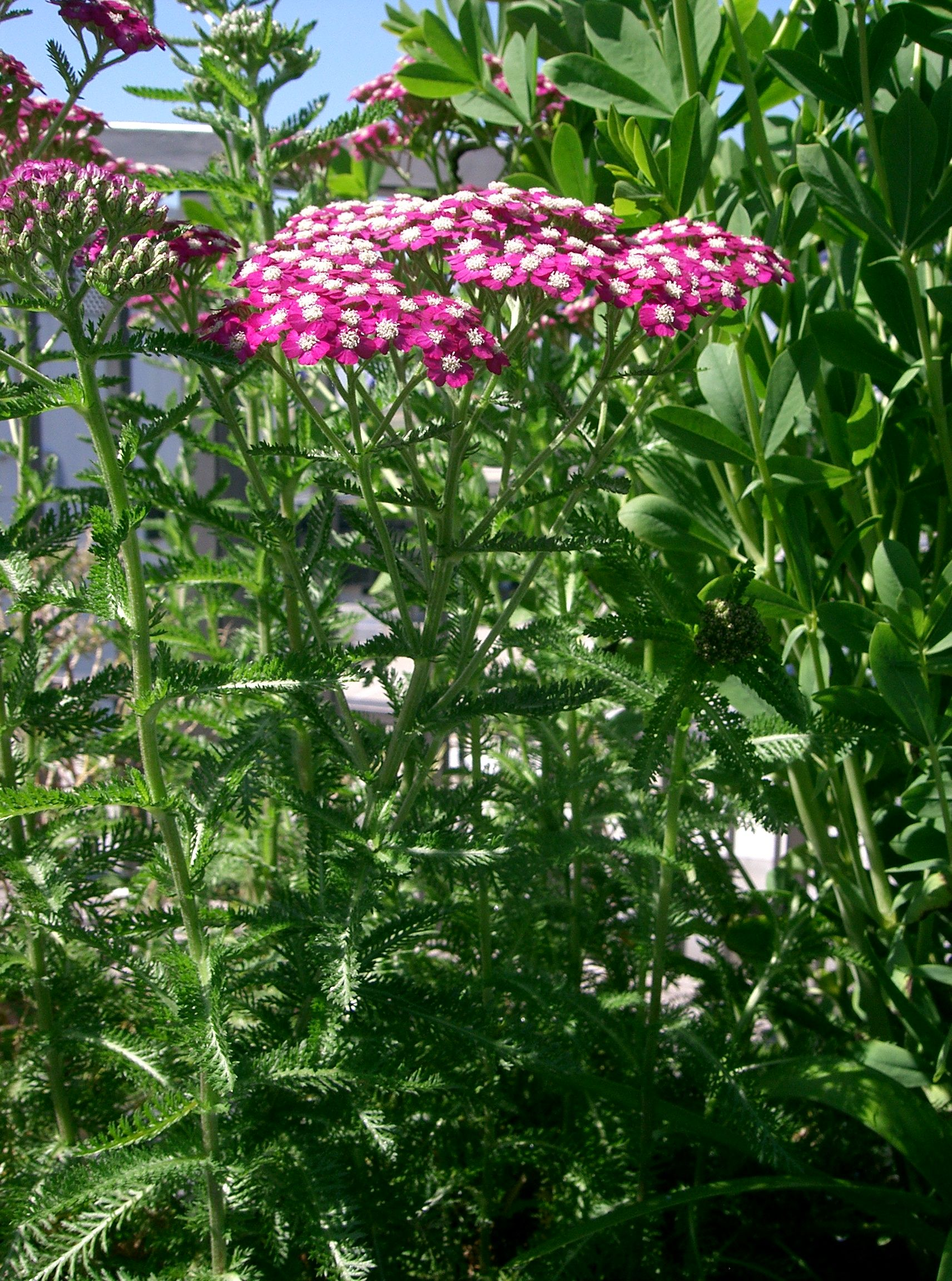
セイヨウノコギリソウの園芸品種

### 薬効
内用にも外用にも使用される。
内用には茎の先端の花部を用いるのが一般的である。花、葉は強壮効果、食欲増進、発汗、解熱作用があるとされハーブティーとして飲まれる。
外用には葉の汁を用いるほか、煎剤やワイン剤（ワインで煮出したもの）が用いられる。冷やして傷口の消毒にも用いる。また、傷を治すハーブとして、葉をそのまま傷口にあてがったり、粉末にして軟膏にしたものを用いる。
そのほか生の葉を噛むと歯痛を鎮めるといわれている。リウマチの治療にも使われている。

### 料理
若葉は刻んでサラダの材料となる。イギリスでは湯がいてからバター炒めで食べられていた。スウェーデンでは、ビールの醸造にフィールド・ホップと呼ばれて用いられていた。